# Диана Чули
Диана Чули (на албански: Diana Çuli) е албанска журналистка, сценаристка, драматург, политик и писателка на произведения в жанра драма.

## Биография и творчество
Диана Чули е родена на 13 април 1951 г. в Тирана, Албания. Завършва философия в Университета на Тирана през 1973 г. След дипломирането си работи като редактор във вестник „Drita“ и във френско-албанския вестник „Les letteres albanaises“. През 1990 г. става член на Социалдемократическата партия на Албания.
През 1991 г. е избрана за президент на Независимия албански женски форум, а от 1993 г. е и член на Междубалканската женска асоциация. Участва в различни международни конференции, семинари и конференции, както като писател, така и като активист за правата на човека. Авторка е на множество статии и изследвания за правата на жените, като в Албания особено защитава жените, които са въвлечени в трафика на хора и са принудени да се занимават с проституция, и декриминализирането на абортите (прието през 1996 г.). През 2001 г. участва в асамблеята на Световния социален форум. От 2004 г. е председател на Албанската федерация на жените. В периода 2006 – 2010 г. тя е представител на Албания в Парламентарната асамблея на Съвета на Европа като представител на Социалдемократическата партия.
В края на 70-те години е публикуван първия ѝ разказ – „Ndërgjegja“ (Съвест). Първата ѝ книга, сборникът с разкази „Jehonat e jetës“ (Ехо на живота), е издаден през 1980 г.
Първият ѝ роман „Zeri i larget“ (Далечен глас) е издаден през 1983 г. Следват романите ѝ „Елен на булеварда“, „Кръгът на спомена“, „Реквием“, „И нощта се разцепи“, „Слънце в полунощ“, „Въоръжени ангели“, „Жената в кафенето“, сборниците „Дните на Теута“, „Площадът на Испания“, пиесите „Немезида“ и „Животът в четири часа“. Авторка е на сценариите за филмите „Сенките, които изостават“, „Кръгът на спомена“, „Стръмният бряг“.
Писателката е удостоена с международни литературни награди, а част от произведенията ѝ са издадени на чужди езици.
Диана Чули живее със семейството си в Тирана.

## Произведения

### Самостоятелни романи
- Zeri i larget (1983)
- Dreri i trotuareve (1986)
- Rrethi i kujtesës (1987)
- Rekuiem (1992)
- ... dhe nata u nda në mes (1993)
- Diell në mesnatë (2000)
- Engjëj të armatosur (2006)
- Gruaja në kafe (2009)
- Hoteli i drunjtë (2011)

### Сборници
- Jehonat e jetës (1980)
- Ditët e Teutës (1989)

### Пиеси
- „Немезида“
- „Животът в четири часа“

### Екранизации и сценарии
- 1985 Hije që mbeten pas
- 1987 Rrethi i kujtesës – по романа
- 1988 Bregu i ashpër – сценарий